# تپه شاخدار چای ۱
تپه شاخدار چای ۱ در شهرستان بوئین‌زهرا، بخش آوج، روستای محمودآباد واقع شده و این اثر در تاریخ ۱۹ اسفند ۱۳۸۰ با شمارهٔ ثبت ۴۹۳۳ به‌عنوان یکی از آثار ملی ایران به ثبت رسیده است.